# خلية نحل

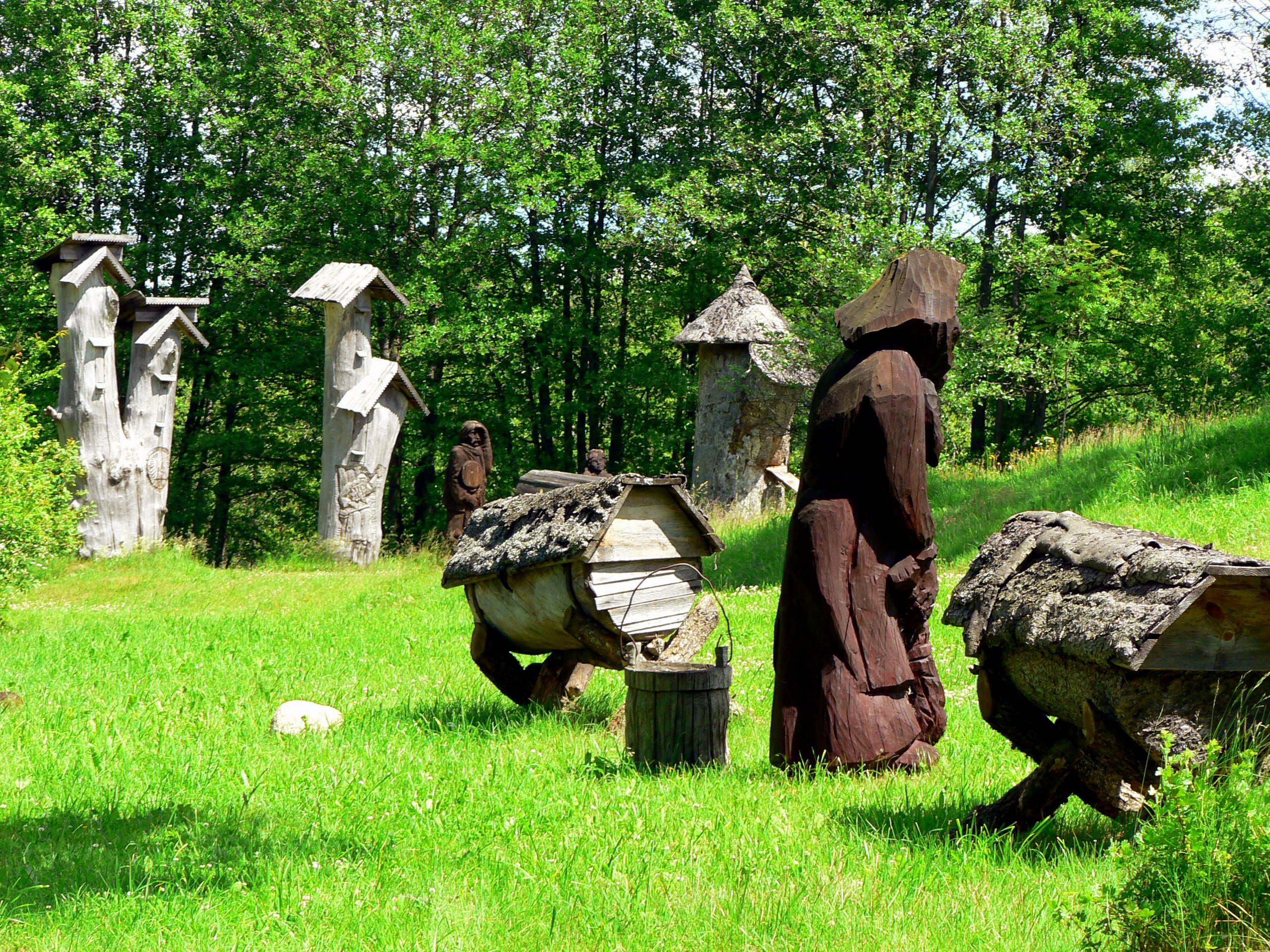
قفير النحل

خلية النحل(ملاحظة 1) هو بيت يجتمع فيه النحل ليخرج العسل ولتتناسل ناتجة أجيالا أخرى.ويتولى بناء هذا القفير ورعايته شخص يدعى النحال.ويتركب القفير الواحد من سداسيات داخلية وكل سداسٍ من تلك السداسيات الداخلية يدعى قرص العسل وتتشكل من مادة تسمى شمع العسل.ويفيد النحل من هذه الأقراص في تخزين العسل وحبوب اللقاح وصغار النحل سواء كانوا يرقات أو عذراوات أو حتي بيضات.ويحتاج النحال إلى عصارة عسل ليكون بمقدوره استخراج العسل من خلايا النحل.حيث يقوم النحال بجمع براويز العسل وكشط الشمع الذي يسد عيون العسل السداسية ثم وضعها في العصارة بعد إبعاد النحل لاستخراج العسل ثم يقوم بتصفيته من الشوائب والشمع العالق.
تُسمَّى جماعة النحل التي يتألف منها القفير خَرْشَم.

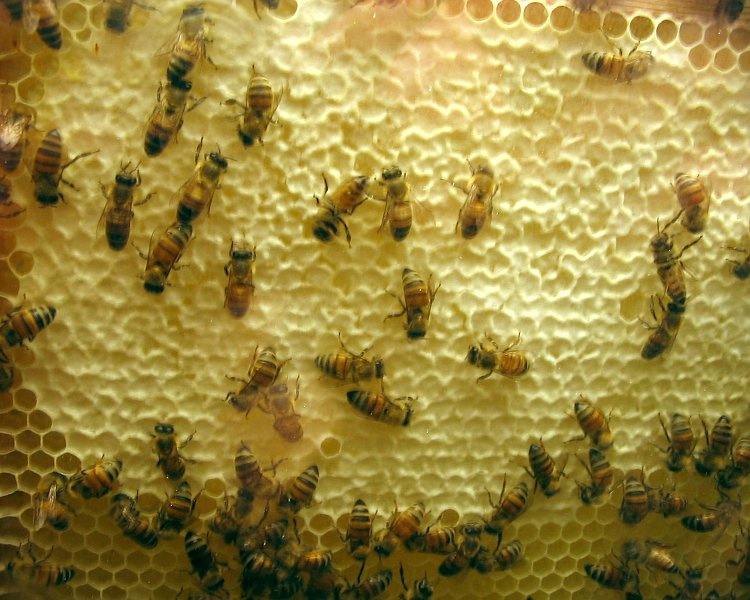
قفير النحل من الداخل وتظهر عيون العسل السداسية.

## هوامش
- ملاحظة 1 المرادفات: القفير[6][7] (جمعها قفائر) والشورة[6] والكوارة[6] والعسالة[6] والمباءة.[6]